# Hylaeus lactipennis
Hylaeus lactipennis là một loài Hymenoptera trong họ Colletidae. Loài này được Benoist mô tả khoa học năm 1957.